# Mompha capella
Mompha capella é uma espécie de mariposa do gênero Mompha pertencente à família Coleophoridae.